# Constable & Robinson
Constable & Robinson Ltd. — британское издательство, одно из старейших основанное в Эдинбурге в 1795 году Арчибальдом Констеблем под названием Constable & Co. Центральный офис расположен в Лондоне.

## История
Констебль открыл свой антикварный магазин и начал публиковать книги. В 1805 году он выпустил «Песнь последнего менестреля» Вальтера Скотта. Констебль первым среди современников стал платить авторам авансы — они получали гонорары до фактического написания книг. После его смерти в 1827 году, компанию принял его сын Томас, а затем — сын Томаса Арчибальд. В 1890 году открылся офис Constable & Co в Лондоне.
Robinson Publishing Ltd, основанная Ником Робинсоном в 1983 году, в декабре 1999 года объединилась с Constable & Co., и компания стала называться Constable & Robinson. В 2012 году компания получила премию «Независимое издательство года» Bookseller awards и IPG awards.
В 2014 Constable & Robinson была приобретена Little, Brown Book Group (подразделение Hachette UK).